# 格洛韦
格洛韦（德語：Glowe）是德国梅克伦堡-前波莫瑞州的一个市镇。总面积22.20平方公里，总人口1014人，其中男性514人，女性500人（2011年12月31日），人口密度46人/平方公里。